# Sapranthus violaceus
Sapranthus violaceus är en kirimojaväxtart som först beskrevs av Michel Félix Dunal och som fick sitt nu gällande namn av William Edwin Safford.
Sapranthus violaceus ingår i släktet Sapranthus och familjen kirimojaväxter. Inga underarter finns listade i Catalogue of Life.